# Alfred Marie Le Petit
Pour les articles homonymes, voir Le Petit.
Alfred Marie Le Petit, né le 12 décembre 1876 à Fallencourt, mort le 17 décembre 1953 à La Frette-sur-Seine, est un peintre, décorateur, graveur et dessinateur humoriste français.

## Biographie
Alfred Marie Le Petit est le fils d'Alfred Le Petit (1841-1909), artiste peintre, caricaturiste et photographe.
Il est l’élève de Jean-Léon Gérôme et Ferdinand Humbert.
En 1912, il est artiste peintre à Levallois-Perret (Seine) et est nommé officier d'académie.
Alors qu'il est professeur de dessin au petit lycée Condorcet à Paris, il est nommé officier de l’Instruction publique.
En 1934, déjà membre des comités du Salon d'automne et du Salon des humoristes, il est choisi comme président d'honneur de la Société des artistes normands,,.

## Distinctions
- Officier de l'Instruction publique.
- Officier d'académie.

## Œuvre

### Peintures

#### Dans les musées
- Musée des beaux-arts de Caen : Paysage[7]
- Musée Fournaise à Chatou : Bords de Seine à la Frette Notice no M9038000111, sur la plateforme ouverte du patrimoine, base Joconde, ministère français de la Culture
- Musée d'Art et d'Histoire Louis-Senlecq à L'Isle-Adam : Inondation à la Frette (Val d'Oise, vers 1932)[8]
- Musée des beaux-arts de Rouen : Le Remorqueur[8].

#### Dans des collections privées
- Paysage fluvial, 1942, huile sur toile
- Clichy, la Seine vers 1901, huile sur fin panneau
- Vue du port de Boulogne-sur-Mer, aquarelle
- L'arbre près de la rivière, 1895, huile sur toile
- Les meules de foin, 1895, huile sur toile
- Bouquet de fleurs dans un vase bleu, 1944, huile sur toile
- La Frette
- Village d'Île-de-France, huile sur toile
- Rue de village, 1899, huile sur panneau
- Vue de la Seine à la Frette, 1930, huile sur toile
- Vue de la Grande Jatte, huile sur panneau
- Le Chemin des champs, Foucarmont, huile sur toile
- Paysage, huile sur toile

### Estampes
- Musée des civilisations de l'Europe et de la Méditerranée à Marseille
  - Le Pétard. Entrée triomphale du petit Badinguet dans sa bonne ville de Paris[8].
  - Le Pétard. Napoléon IV, empereur des Français par la grâce de Dieu. Distribue à ses fidèles sujets les récompenses dues à leur dévouement[8].

### Dessins
- Le livre d'images[1].
- Le Concours de pêche, dessin au crayon Wolf rehaussé d'aquarelles[1].

### Illustrations
- En 1927, il illustre l'ouvrage Sur l’eau de Maupassant.
- Paul Reboux " Gérard et les fourmis ", illustrations de A. M. Le Petit et Jodelet, Ernest Flammarion Éditeur, Paris, 1932.